# 金子晴美
金子 晴美（かねこ はるみ、1950年1月19日 - ）は、東京都出身のジャズシンガーである。

## 略歴
獨協大学を卒業後、水島早苗ジャズ・ヴォーカル研究所を経て歌手活動を開始する。
1980年、ボブ・ドロープロデュースでデビュー。
1990年、『マイ・ロマンス』の録音でルー・タバキン、ウォーレン・ヴァシェらと共演した。

## ディスコグラフィ

### アルバム
- アイ・ラヴ・ニューヨーク（1980年）
- ニューヨーク・ステイト・オブ・マインド（1981年）ライブアルバム
- SPECIAL MENU〜いとしのエリー（1983年9月21日）
- Tristeza（1986年）
- I'M WALKIN'（1988年11月25日） - ロン・カーターとの共作
- マイ・ロマンス（1990年6月25日）
- トライ・トゥーリメンバー（1992年9月26日）
- クロースのおくりもの（1992年11月26日）
- When The Meadow Was Blooming（2000年） - ライブアルバム

## 出演
- Select Jazz Workshop（エフエム東京）

## 書籍
- クロースのおくりもの（1992年） - 翻訳